# Alighieri Durante, detto Dante
Alighieri Durante, detto Dante. Vita e avventure di un uomo del Medioevo è un documentario del 2020 della Rai condotto da Alessandro Barbero.

## Il programma
Alessandro Barbero accompagna il telespettatore nella vita di Dante Alighieri, dall'infanzia fino all'esilio da Firenze, fungendo da voce narrante dei fatti e facendo leggere le fonti da attori che interpretano personaggi a lui contemporanei quali Giovanni Boccaccio, Dino Compagni, Leonardo Bruni, Giovanni e Filippo Villani e Jacopo Di Pandolfino.